# Campionati europei giovanili di nuoto 2011
I XXXVIII Campionati europei giovanili di nuoto, tuffi e nuoto sincronizzato si sono svolti in Serbia dal 29 giugno al 10 luglio 2011. Le sedi di gara sono state a Belgrado: le gare di nuoto sincronizzato e di nuoto si sono svolte al Tasmajdan Swim Center, mentre i tuffi al Republic Institute of Sport.

## Nuoto

### Uomini
RC = record dei campionati
| Evento               | Oro                                                                     | Tempo    | Argento                                                                                        | Tempo    | Bronzo                                                                     | Tempo    |
| Stile libero         |                                                                         |          |                                                                                                |          |                                                                            |          |
| 50 m                 | Aitor Martinez Rodriguez                                                | 22"64    | Mihael Vukic Kristian Gkolomeev                                                                | 22"86    |                                                                            |          |
| 100 m                | Velimir Stjepanović                                                     | 49"56    | Arseni Kukharau                                                                                | 49"83    | Uvis Kalnins                                                               | 50"18    |
| 200 m                | Christian Scheruebl                                                     | 1'49"51  | Daniel Skaaning                                                                                | 1'49"56  | Pawel Werner                                                               | 1'49"93  |
| 400 m                | Christian Scheruebl                                                     | 3'51"75  | Gabriele Detti                                                                                 | 3'52"05  | Michal Szuba                                                               | 3'52"77  |
| 800 m                | Ediz Yıldırımer                                                         | 8'00"82  | Gabriele Detti                                                                                 | 8'00"95  | Gregorio Paltrinieri                                                       | 8'01"31  |
| 1500 m               | Gregorio Paltrinieri                                                    | 15'12"16 | Gabriele Detti                                                                                 | 15'16"86 | Ediz Yıldırımer                                                            | 15'25"71 |
| Dorso                |                                                                         |          |                                                                                                |          |                                                                            |          |
| 50 m                 | Christian Diener                                                        | 25"40 RC | Niccolò Bonacchi                                                                               | 25"56    | Richárd Bohus                                                              | 25"70    |
| 100 m                | Christian Diener                                                        | 55"07    | Niccolò Bonacchi                                                                               | 55"59    | Fabio Laugeni                                                              | 55"69    |
| 200 m                | Christian Diener                                                        | 1'59"94  | Mateusz Wysoczynski                                                                            | 2'01"18  | Fabio Laugeni                                                              | 2'01"59  |
| Rana                 |                                                                         |          |                                                                                                |          |                                                                            |          |
| 50 m                 | Panagiōtīs Samilidīs                                                    | 27"89    | Bastian Vollmer                                                                                | 28"52    | Oleg Utekhin                                                               | 28"56    |
| 100 m                | Panagiōtīs Samilidīs                                                    | 1'01"13  | Craig Benson                                                                                   | 1'02"17  | Olexiy Rozhkov                                                             | 1'02"27  |
| 200 m                | Flavio Bizzarri                                                         | 2'12"43  | Matti Mattsson                                                                                 | 2'12"65  | Maxym Shemberyev                                                           | 2'12"84  |
| Farfalla             |                                                                         |          |                                                                                                |          |                                                                            |          |
| 50 m                 | Mihael Vukic                                                            | 23"90    | Yevgen Koptyelov                                                                               | 24"50    | Matthias Bellance                                                          | 24"56    |
| 100 m                | Velimir Stjepanović                                                     | 53"79    | Yevgen Koptyelov                                                                               | 53"94    | Martino Lucatello                                                          | 53"96    |
| 200 m                | Bence Biczó                                                             | 1'56"25  | Andrey Tambovskiy                                                                              | 1'58"73  | Tom Kremer                                                                 | 2'00"52  |
| Misti                |                                                                         |          |                                                                                                |          |                                                                            |          |
| 200 m                | Ieuan Lloyd                                                             | 2'01"57  | Dan Wallace                                                                                    | 2'02"41  | Andreas Vazaios                                                            | 2'02"51  |
| 400 m                | Maxym Shemberyev                                                        | 4'16"94  | Eduardo Solaeche Gomez                                                                         | 4'20"36  | Dan Wallace                                                                | 4'20"60  |
| Staffette            |                                                                         |          |                                                                                                |          |                                                                            |          |
| 4x100 m stile libero | Italia Maurizio Mottola Francesco Bellacci Giacomo Ferri Damiano Corapi | 3'23"13  | Spagna Eduardo Solaeche Gomez Jorge Martin Lozoya Aitor Martinez Rodriguez Albert Puig Garrich | 3'23"27  | Germania Max Mral Steffen Hillmer Matthias Lindenbauer Maximilian Oswald   | 3'23"34  |
| 4x200 m stile libero | Regno Unito Thomas Moss Matthew Parks Myles Crouch-Anderson Ieuan Lloyd | 7'23"36  | Russia Alexander Klyukin Sergey Groshev Nikita Kitaev Dmitry Ermakov                           | 7'23"77  | Polonia Pawel Werner Radoslaw Bor Filip Bujoczek Michal Poprawa            | 7'24"07  |
| 4x100 m misti        | Italia Niccolò Bonacchi Martino Lucatello Roberto Parisi Giacomo Ferri  | 3'42"01  | Germania Christian Diener Marius Kusch Paul Wiechhusen Max Mral                                | 3'42"57  | Russia Dmitry Stepanenko Andrey Tambovskiy Nikolay Klepikov Dmitry Ermakov | 3'42"82  |

### Donne
| Evento               | Oro                                                                                      | Tempo      | Argento                                                                      | Tempo    | Bronzo                                                                                       | Tempo    |
| Stile libero         |                                                                                          |            |                                                                              |          |                                                                                              |          |
| 50 m                 | Nadiya Koba                                                                              | 25"76      | Louise Hansson                                                               | 25"94    | Ylenia Sciarrini                                                                             | 25"99    |
| 100 m                | Charlotte Bonnet                                                                         | 55"25      | Mie OE. Nielsen                                                              | 56"01    | Jessica Lloyd                                                                                | 56"19    |
| 200 m                | Ksenia Yuskova                                                                           | 2'00"50    | Sycerika McMahon                                                             | 2'00"61  | Esmee Vermeulen                                                                              | 2'01"22  |
| 400 m                | Sycerika McMahon                                                                         | 4'13"85    | Rachael Williamson                                                           | 4'14"49  | Johanna Friedrich                                                                            | 4'14"59  |
| 800 m                | Donata Kilijanska                                                                        | 8'40"48    | Esmee Vermeulen                                                              | 8'43"56  | Rachael Williamson                                                                           | 8'44"10  |
| 1500 m               | María Vilas Vidal                                                                        | 16'32"68   | Giulia Gabbrielleschi                                                        | 16'37"94 | Donata Kilijanska                                                                            | 16'38"90 |
| Dorso                |                                                                                          |            |                                                                              |          |                                                                                              |          |
| 50 m                 | Mie OE. Nielsen                                                                          | 28"81      | Lauren Quigley                                                               | 28"93    | Katarzyna Gorniak                                                                            | 29"23    |
| 100 m                | Mie OE. Nielsen                                                                          | 1'02"50    | Jessica Fullalove                                                            | 1'02"75  | Lidon Munoz Del Campo                                                                        | 1'03"15  |
| 200 m                | Federica Meloni                                                                          | 2'14"88    | Osk Gustafsdottir Eyglo                                                      | 2'14"95  | Phoebe Lenderyou                                                                             | 2'15"53  |
| Rana                 |                                                                                          |            |                                                                              |          |                                                                                              |          |
| 50 m                 | Sycerika McMahon                                                                         | 32"00      | Anna Sztankovics                                                             | 32"02    | Jenna Laukkanen                                                                              | 32"11    |
| 100 m                | Anna Sztankovics                                                                         | 1'09"31    | Jenna Laukkanen                                                              | 1'09"48  | Irina Novikova                                                                               | 1'09"62  |
| 200 m                | Maria Temnikova                                                                          | 2'26"29    | Irina Novikova                                                               | 2'26"46  | Molly Renshaw                                                                                | 2'28"68  |
| Farfalla             |                                                                                          |            |                                                                              |          |                                                                                              |          |
| 50 m                 | Louise Hansson                                                                           | 27"04      | Daria Tcvetkova                                                              | 27"06    | Svetlana Čimrova                                                                             | 27"22    |
| 100 m                | Alexandra Wenk                                                                           | 59"85      | Daria Tcvetkova                                                              | 1'00"14  | Georgia Barton                                                                               | 1'00"53  |
| 200 m                | Elena Sheridan                                                                           | 2'10"40    | Liliana Szilagyi                                                             | 2'10"95  | Georgia Barton                                                                               | 2'12"27  |
| Misti                |                                                                                          |            |                                                                              |          |                                                                                              |          |
| 200 m                | Siobhan-Marie O'Connor                                                                   | 2'14"71    | Sara Joo                                                                     | 2'16"34  | Anastasia Sineva                                                                             | 2'16"44  |
| 400 m                | Siobhan-Marie O'Connor                                                                   | 4'46"61    | Sara Joo                                                                     | 4'48"25  | Reka Gyorgy                                                                                  | 4'49"80  |
| Staffette            |                                                                                          |            |                                                                              |          |                                                                                              |          |
| 4x100 m stile libero | Francia Camille Gheorghiu Assia Touati Beryl Gastaldello Charlotte Bonnet                | 3'44"66 RC | Regno Unito Siobhan-Marie O'Connor Chloe Tutton Amelia Maughan Jessica Lloyd | 3'46"42  | Spagna Lidon Munoz Del Campo Marta Gonzalez Crivillers Laura Galvez Sole Marina Rico Fuentes | 3'47"80  |
| 4x200 m stile libero | Francia Camille Gheorghiu Charlotte Van Andringa Margaux Verger Gourson Charlotte Bonnet | 8'07"63    | Russia Elena Serko Alena Kudryashova Valeriya Kolotushkina Ksenia Yuskova    | 8'09"51  | Spagna Lidon Munoz Del Campo Marina Rico Fuentes Irene Andrea Lope Catalina Corro Lorente    | 8'12"23  |
| 4x100 m misti        | Regno Unito Jessica Fullalove Georgia Barton Siobhan-Marie O'Connor Jessica Lloyd        | 4'09"34    | Russia Julia Larina Daria Tcvetkova Irina Novikova Ksenia Yuskova            | 4'10"38  | Danimarca Mie OE. Nielsen Christina Munkholm Cecilie Holten Kia Hansen                       | 4'10"38  |

## Tuffi
| Evento                         | Oro                                   | Punti  | Argento                            | Punti  | Bronzo                               | Punti  |
| Uomini - categoria "A"         |                                       |        |                                    |        |                                      |        |
| trampolino 1 m                 | Giovanni Tocci                        | 495.10 | Sergey Zhdanov                     | 469.85 | Oleg Kolodij                         | 465.95 |
| trampolino 3 m                 | Sergey Zhdanov                        | 547.35 | Gabriele Auber                     | 522.30 | Mykyta Tkachov                       | 516.20 |
| piattaforma                    | Oleksandr Bondar                      | 620.75 | Kirill Mironov                     | 529.00 | Vadym Nevinglovsky                   | 476.05 |
| sincro 3 m categorie "A" e "B" | Ucraina Oleksandr Bondar Oleg Kolodij | 305.55 | Russia Sergey Zhdanov Maxim Popkov | 282.42 | Italia Gabriele Auber Giovanni Tocci | 280.47 |
| Ragazzi - categoria "B"        |                                       |        |                                    |        |                                      |        |
| trampolino 1m                  | Igor Myalin                           | 432.45 | Kacper Lesiak                      | 376.40 | Sam Thornton                         | 359.55 |
| trampolino 3 m                 | German Stroev                         | 442.60 | Maxym Dolgov                       | 432.10 | Daniel Goodfellow                    | 432.00 |
| piattaforma                    | Igor Myalin                           | 459.10 | Maxym Dolgov                       | 452.40 | Alexander Belvtcev                   | 435.15 |
| Donne - categoria "A"          |                                       |        |                                    |        |                                      |        |
| trampolino 1 m                 | Evegeniya Slzeneva                    | 398.25 | Kristina Ilynkh                    | 392.90 | Elena Bertocchi                      | 382.55 |
| trampolino 3 m                 | Elena Bertocchi                       | 436.50 | Tina Punzel                        | 429.60 | Kristina Ilynkh                      | 420.35 |
| piattaforma                    | Maria Poluyanova                      | 390.50 | Mara Elena Aiacoboae               | 380.95 | Jessica Williams                     | 371.55 |
| sincro 3 m categorie "A" e "B" | Russia Irina Tonnikova Elena Chernykh | 270.87 | Regno Unito Grace Reid Chloe Hurd  | 261.63 | Italia Beatrice Atzei Laura Bilotta  | 258.63 |
| Ragazze - categoria "B"        |                                       |        |                                    |        |                                      |        |
| trampolino 1 m                 | Maria Poluyanova                      | 339.00 | Elena Chernykh                     | 320.00 | Marcela Maric                        | 310.40 |
| trampolino 3 m                 | Elena Chernykh                        | 378.40 | Grace Reid                         | 368.00 | Laura Bilotta                        | 356.30 |
| piattaforma                    | Louisa Stawczynski                    | 312.80 | Ann Krasnoshlyk                    | 304.85 | Rosie Medlock                        | 301.15 |

## Nuoto sincronizzato
r = riserve
| Evento              | Oro | Punti   | Argento | Punti   | Bronzo | Punti   |
| Solo                | Vlada Chigireva | 91,9300 | Linda Cerruti | 87,9100 | Anastasiya Savchuk | 87,1700 |
| Duo                 | Russia Milena Miteva Elena Prokofeva Yulia Potapova r | 90,9600 | Ucraina Anastasiya Petrenko Anastasiya Savchuk Tetyana Burmaka r                                                                           | 87,7200 | Grecia Evangelia Koutidi Evangelia Platanioti Evangelia Papazoglou r | 86,8700 |
| A squadre           | Russia Vlada Chigireva Vasilisa Mironova Milena Miteva Daria Parshenkova Elena Prokofeva Evgeniya Shtefan Marija Šuročkina Gelena Topilina Michaėla Kalanča r Meri Minasyan r Kristina Makushenko r Yulia Potapova r | 91,8100 | Spagna Clara Camacho Sara Gijon Cecilia Jimenez Sara Levy Meritxell Mas Valeria Moya Laia Pons Paula Ramírez Celia Martin r Mar Rabaixet r | 88,5900 | Ucraina Tetyana Burmaka Vira Golubova Tamara Ikonnykova Dana-Mariya Klymenko Svitlana Kuchynska Anastasiya Petrenko Kateryna Reznik Anastasiya Savchuk Iryna Blonska r Viktoriya Blonska r Anzhelika Prasol r Olga Zolotarova r | 87,6800 |
| Combinato a squadre | Russia Vlada Chigireva Michaėla Kalanča Kristina Makushenko Meri Minasyan Vasilisa Mironova Daria Parshenkova Yulia Potapova Evgeniya Shtefan Marija Šuročkina Gelena Topilina Milena Miteva r Elena Prokopeva r     | 91,8300 | Spagna Clara Camacho Sara Gijon Cecilia Jimenez Sara Levy Celia Martin Meritxell Mas Valeria Moya Laia Pons Mar Rabaixet Paula Ramírez     | 87,6900 | Italia Olimpia Benvenuto Linda Cerruti Costanza Ferro Giada Finco Elisabetta Marciante Alessia Pezone Giulia Rotondi Federica Sala Alice Savi Silvia Vismara Domiziana Cavanna r Arianna Pascucci r Ucraina Tetyana Burmaka Vira Golubova Tamara Ikonnykova Dana-Mariya Klymenko Svitlana Kuchynska Anastasiya Petrenko Anzhelika Prasol Kateryna Reznik Anastasiya Savchuk Olga Zolotarova Iryna Blonska r Viktoriya Blonska r | 87,3100 |

## Medagliere
- Nuoto

| Posizione | Paese         | Oro | Argento | Bronzo | Totale |
| --------- | ------------- | --- | ------- | ------ | ------ |
| 1         | Gran Bretagna | 6   | 6       | 7      | 19     |
| 2         | Italia        | 5   | 6       | 5      | 16     |
| 3         | Germania      | 4   | 2       | 2      | 8      |
| 4         | Francia       | 3   | 0       | 1      | 4      |
| 5         | Russia        | 2   | 7       | 5      | 14     |
| 6         | Ungheria      | 2   | 4       | 2      | 8      |
| 7         | Spagna        | 2   | 2       | 3      | 7      |
| 8         | Ucraina       | 2   | 2       | 2      | 6      |
| 9         | Danimarca     | 2   | 2       | 1      | 5      |
| 10        | Grecia        | 2   | 1       | 1      | 4      |
| 11        | Irlanda       | 2   | 1       | 0      | 3      |
| 12=       | Serbia        | 2   | 0       | 0      | 2      |
| 12=       | Austria       | 2   | 0       | 0      | 2      |
| 14        | Polonia       | 1   | 1       | 5      | 7      |
| 15=       | Svezia        | 1   | 1       | 0      | 2      |
| 15=       | Croazia       | 1   | 1       | 0      | 2      |
| 17        | Turchia       | 1   | 0       | 1      | 2      |
| 18        | Finlandia     | 0   | 2       | 1      | 3      |
| 19        | Paesi Bassi   | 0   | 1       | 1      | 2      |
| 20=       | Bielorussia   | 0   | 1       | 0      | 1      |
| 20=       | Islanda       | 0   | 1       | 0      | 1      |
| 22=       | Israele       | 0   | 0       | 1      | 1      |
| 22=       | Lettonia      | 0   | 0       | 1      | 1      |
| Totale    |               | 40  | 41      | 39     | 120    |

- Tuffi

| Posizione | Paese         | Oro | Argento | Bronzo | Totale |
| --------- | ------------- | --- | ------- | ------ | ------ |
| 1         | Russia        | 9   | 5       | 2      | 14     |
| 2         | Ucraina       | 2   | 3       | 3      | 8      |
| 3         | Italia        | 2   | 1       | 4      | 7      |
| 4         | Germania      | 1   | 1       | 0      | 2      |
| 5         | Gran Bretagna | 0   | 2       | 4      | 5      |
| 6=        | Polonia       | 0   | 1       | 0      | 1      |
| 6=        | Romania       | 0   | 1       | 0      | 1      |
| 8         | Croazia       | 0   | 0       | 1      | 1      |
| Totale    |               | 14  | 14      | 14     | 42     |

- Nuoto Sincronizzato

| Posizione | Paese   | Oro | Argento | Bronzo | Totale |
| --------- | ------- | --- | ------- | ------ | ------ |
| 1         | Russia  | 4   | 0       | 0      | 4      |
| 2         | Spagna  | 0   | 2       | 0      | 2      |
| 3         | Ucraina | 0   | 1       | 3      | 4      |
| 4         | Italia  | 0   | 1       | 1      | 2      |
| 5         | Grecia  | 0   | 0       | 1      | 1      |
| Totale    |         | 4   | 4       | 5      | 13     |